# Corneliu Neagoe
Corneliu Neagoe (n. 6 mai 1943, Căpreni, Gorj) este un medic pediatru român și fost primar al Constanței în legislatura 1992–1996, din partea PNȚCD.